# Infomaniak
Infomaniak è il primo hosting web per siti internet in Svizzera. L'azienda offre anche servizi di streaming e video on demand.

## Storia
Nel 1990, Boris Siegenthaler ha creato nel cantone di Ginevra un club di informatica il quale propone ai suoi membri   bulletin board system . Nel 1994, Siegenthaler propose a Fabian Lucchi, membro del club, di aprire il negozio Siegenthaler & Lucchi per soddisfare la crescente domanda di membri del club, i quali desideravano acquistare un computer a un prezzo inferiore a quello dei supermercati Il negozio comincia anche ad ospitare gratuitamente dei siti Internet con il nome del dominio del negozio, infomaniak.com. Comprano lo stesso anno un modem e una linea di 64 kbs, diventando così il terzo punto di connessione nel cantone di Ginevra, dopo il CERN e l'università. Nel gennaio 1995 e in qualche mese successivo, il negozio propose un accesso gratuito Internet a tutti i clienti del negozio. Nel maggio 1997, il negozio Siegenthaler & Lucchi diviene TWS Infomaniak SA e l’azienda si specializza pertanto nella vendita di accessi internet a basso prezzo, e nel frattempo offre il servizio di hosting web ai siti internet delle prime persone interessate a questa nuova tendenza.
Il 1 gennaio 1998, il monopolio su PTT (Swisscom dopo il 1 ottobre 1997) e telecomunicazioni volge alla fine con l’ingresso nel mercato di nuovi fornitori (tra cui Sunrise, una società tra Tele Danmark e British Telecom) i quali iniziano ad offrire l’accesso a Internet gratuito. TWS Infomaniak SA diviene Infomaniak Network SA nel 1999, e l’azienda si specializza esclusivamente nell’hosting web. Nel frattempo, Infomaniak sviluppa una tecnologia di streaming audio per basic.ch, la prima webradio della Svizzera.
Nel 2003, Infomaniak è diventato il primo hosting web della Svizzera romanda, nonché leader della diffusione radio online in Svizzera romanda e in Francia nel luglio 2005.
Nel 2007, Infomaniak instituisce una politica ambientale. Da allora, i dipendenti sono affiliati a una cassa previdenziale etica e sostenibile, e l'azienda devolve l’1% del suo fatturato a nuove associazioni senza scopo di lucro, attive nella protezione della nature o dell’uomo.
Nel 2010, la filiale Infomaniak Entertainment SA è stata creata e si é specializzata nello sviluppo del sistema di gestione di biglietteria, personale e accrediti.
Nel 2011, Infomaniak Network SA annuncia che gestisce più di 100 000 domini. La compagnia lancia nel 2014 il suo terzo Data center (con sede in Svizzera, come le prime due) con un sistema di raffreddamento senza aria climatizzata e tecnologie ecocompatibili. Viene considerato come «il più ecologico di Svizzera». Questa installazione fa aggiudicare all’azienda, nel 2015, il Premio dello sviluppo sostenibile del cantone di Ginevra UNI CEI EN ISO 50001. Lo stesso anno, l'azienda é certificata ISO 14001 e ISO 50001.
Nel novembre 2015, l’azienda inizia a sostituire tutti gli hard disk dei suoi server con dei dischi SSD professionali e diviene nel 2016 uno dei primi fornitori hosting web per attuare le certificazioni SSL gratuite di Let's Encrypt. Infomaniak dichiara oggi di gestire più di 200000 domini, 150000 siti web e 350 stazioni radio/TV.